# Maher Fayez
Pour les articles homonymes, voir Fayez.
 (février 2019).
Si vous disposez d'ouvrages ou d'articles de référence ou si vous connaissez des sites web de qualité traitant du thème abordé ici, merci de compléter l'article en donnant les références utiles à sa vérifiabilité et en les liant à la section « Notes et références ».
Œuvres principales
"Caïn" (Roman)
Maher Fayez (en arabe : ماهر فايز), de son nom complet Maher Fayez Zaki Chénouda, né en Égypte le 2 novembre 1962, écrivain, compositeur et vocaliste liturgique égyptien connu par sa musique et ses hymnes chrétiens mystiques. En 2003, il fonde un chœur œcuménique égyptien du nom d’«ElKarouzTeam». Il est marié à Mme Fibi, et est père de deux filles, l’une, future journaliste, s'appelle: Tarnim (qui signifie: psalmodie) et l’autre: Tasbih (qui signifie: louange).

## Albums de chants
- Ô Église dépaysée (1), Maher Fayez, Nombre de chants: 13
- Retour en ville (2), Maher Fayez, Nombre de chants: 11
- Je suis à mon bien-aimé et mon bien-aimé est à moi (3), Maher Fayez
- La mélodie des mélodies (4), Maher Fayez
- Je ne me courberai pas (7), Maher Fayez, Nombre de chants: 15
- Je le dis avec fierté (13), Maher Fayez, Nombre de chants: 11
- Skip, Maher Fayez, Nombre de chants: 11
- Tu n’es pas esseulé, Maher Fayez, Nombre de chants: 10
- Sélection de la 1re Partie, Maher Fayez, Nombre de chants: 10
- Sélection de la 2e Partie, Maher Fayez, Nombre de chants: 10
- Anthologie Partie III, Maher Fayez, Nombre de chants: 12
- Je suis à mon bien-aimé et mon bien-aimé est à moi, Maher Fayez, Nombre de chants: 14
- Comme dans le ciel, Maher Fayez, nombre de chants: 12
- Je ne sais pas pourquoi, Maher Fayez, Nombre de chants: 11
- Porteur de Lumières, Maher Fayez, Nombre de chants: 10
- C’est lui qui dit, Maher Fayez, le nombre de chants: 9
- Je vous louange, Maher Fayez, Nombre de chants: 8
- Réveille toi, Maher Fayez, Nombre de chants: 6
- Braise céleste, Maher Fayez, nombre de chants: 10

## Œuvres littéraires
Caïn, roman publié chez l'éditeur Libanais
Dar Al Kitab Al Arabi], Liban 2017